# Acanthodelta janata
Acanthodelta janata är en fjärilsart som beskrevs av Carl von Linné 1758. Acanthodelta janata ingår i släktet Acanthodelta och familjen nattflyn. Inga underarter finns listade i Catalogue of Life.